# Джон Вільям Дрейпер
Джон В́ільям Др́ейпер (англ. John William Draper; 5 травня 1811, Сент-Геленс, Англія  — 4 січня 1882, Гастінгс-он-Гадсон, штат Нью-Йорк) — американський науковець, філософ, медик, хімік, історик і фотограф. Автор першого чистого фотознімка жіночого обличчя (1839—1840) і першої чіткої фотографії місяця (1840). Перший президент Американського хімічного товариства (1876—1877), засновник Школи медицини у Нью-Йоркському університеті. Одна з книжок Дрейпера, антикатолицька «Історія конфлікту між релігією та наукою», була широко розповсюджена, перекладалася на декілька мов. Його син Генрі Дрейпер і внучка Антонія Морі були астрономами, а найстарший син Джон Крістофер Дрейпер — хіміком.

## Ранні роки життя
Джон Вільям Дрейпер народився 5 травня 1811 року у місті Сент-Геленс, Англія, у сім'ї Джона Крістофера Дрейпера — весліанського духівника — та його дружини Сари (Ріплі) Дрейпер. У нього також були три сестри — Дороті Кетрін (нар.6 серпня 1807 — пом.10 грудня 1901), Елізабет Джонсон та Сара Ріплі. 23 червня відбулися його хрестини у виконанні весліанського священика Джабеза Бантинга. Його батькові часто доводилось переїжджати, забираючи із собою сім'ю, причиною чого була необхідність служби у різних парафіях по всій Англії. Джон В. Дрейпер отримував освіту вдома аж до 1822 року, коли він вступив у школу Вудгауз Ґроув. Він повернувся до домашнього навчання (1826) перед тим, як вступити до Університетського коледжу Лондона у 1829 році.
13 вересня 1831 року Джон Вільям Дрейпер одружився із дівчиною на ім'я Антонія Коетана де Пайва Перейра Ґарднер (1814—1870), дочкою Деніела Ґарднера — придворного лікаря Жуана VI, короля Португалії, а також Карлоти Жоакіни — королеви іспанської. Антонія народилася у Бразилії, після того як королівська родина втекла з Португалії разом із вторгненням Наполеона. Точаться суперечки навколо достовірності інформації щодо особи матері Антонії. Близько 1830 року Антонія була відіслана разом із братом Деніелом до Лондона, де вони мали проживати разом зі своєю тіткою.
Услід за смертю батька в липні 1831 року, мати Джона Вільяма була змушена переїхати разом з дітьми до штату Вірджинія, у США. Джон Вільям сподівався здобути посаду викладача у місцевому методистському коледжі.

## Вірджинія

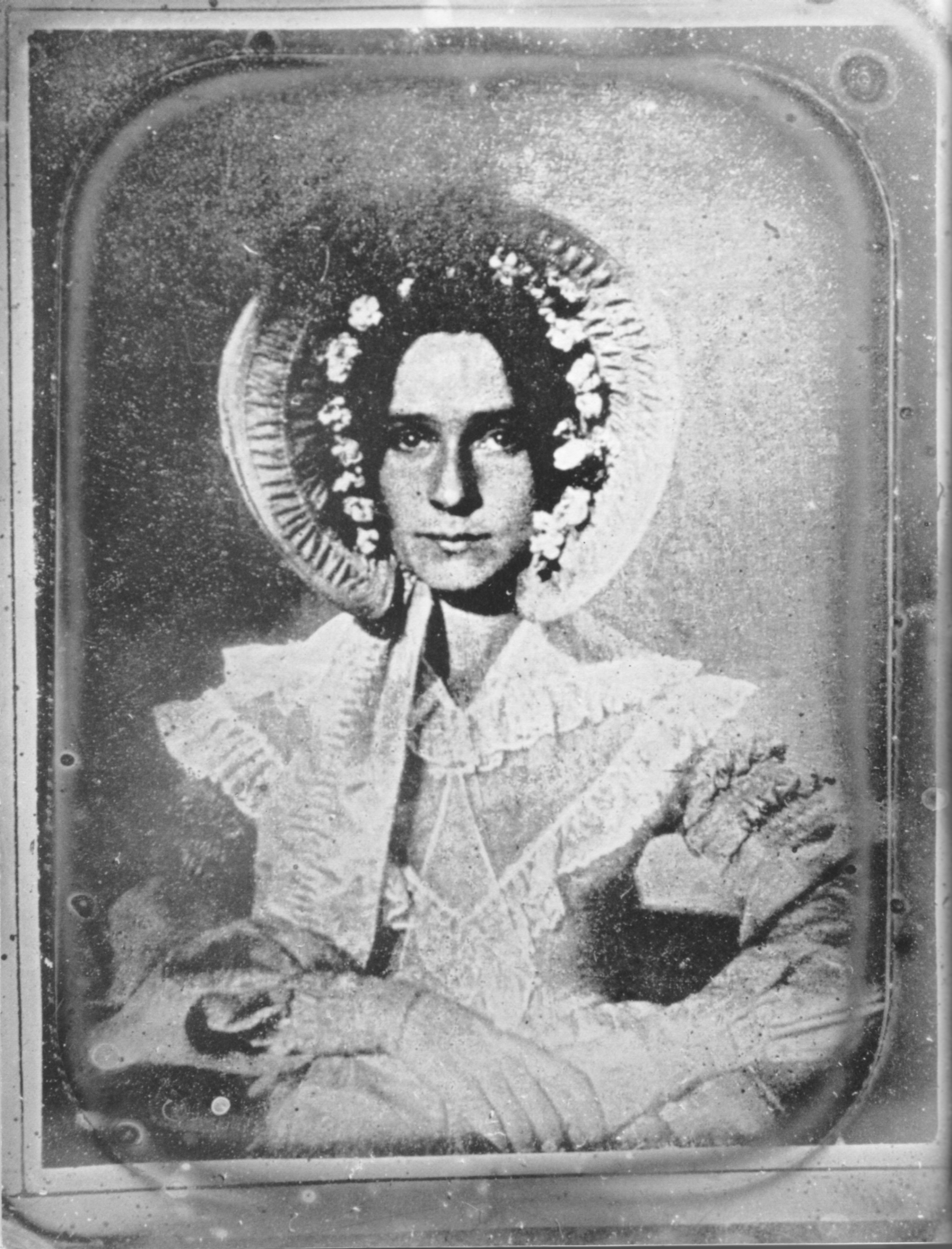
Копія знімка Дороті Кетрін Дрейпер, виконаного Джоном Дрейпером у 1840 році. Розмір пластини: 8,3×10.2 см. Див. також іншу копію

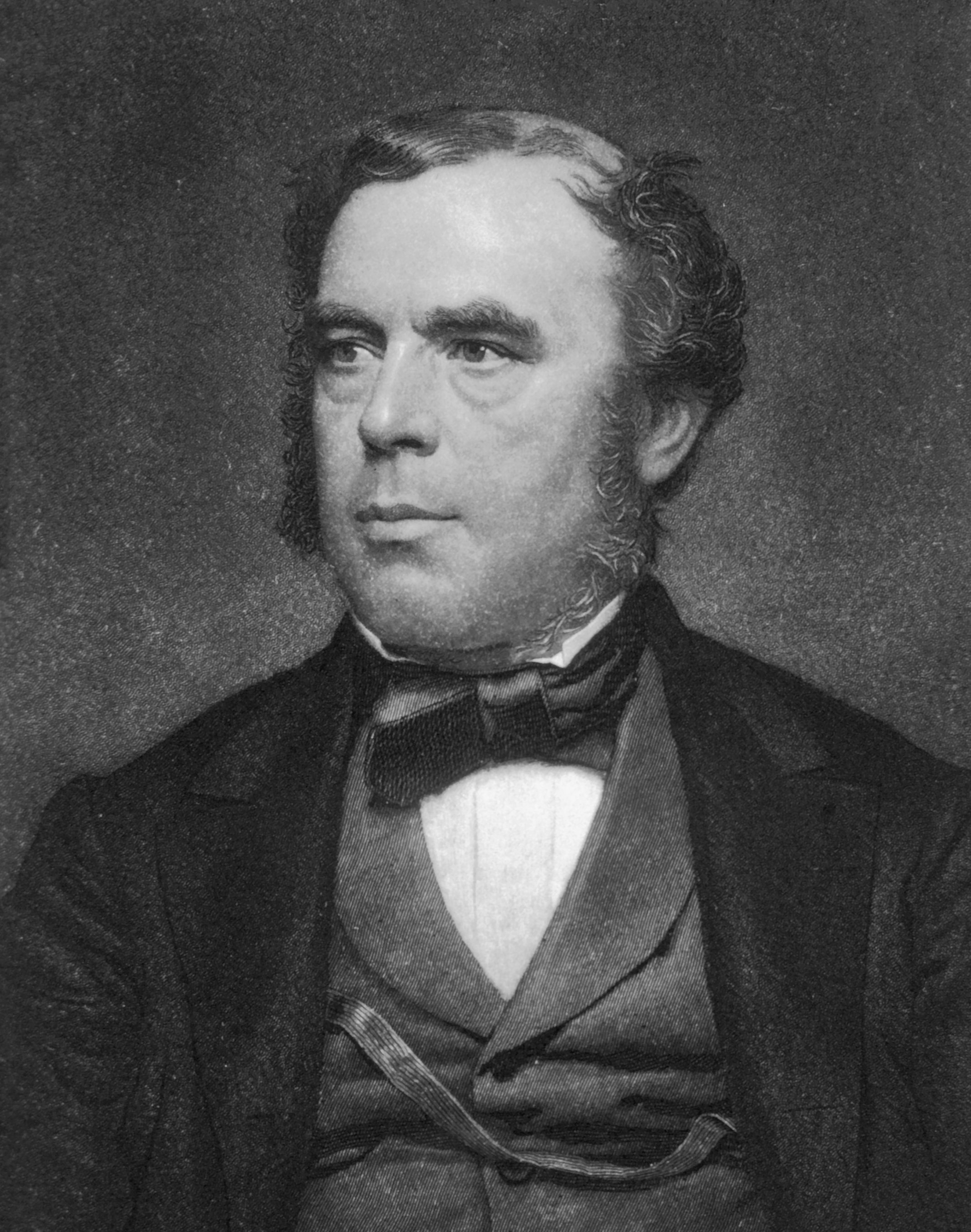
Портрет Джона Дрейпера, вигравіруваний Джоном Сартейном

У 1832 році сім'я осіла у окрузі Мекленберг, Вірджинія, за 12 км від Крістіансвілля (сьогодні — Чейз Сіті), поблизу траси 47 штату Вірджинія. І хоча Джон Вільям Дрейпер прибув надто пізно, аби мати змогу здобути перспективну викладацьку посаду, йому таки вдалось заснувати лабораторію у Крістіансвіллі. Тут він проводив експерименти та опублікував на їх основі вісім звітів, ще перед тим, як вступити у медичну школу. Його сестра, Дороті Кетрін Дрейпер, здобувала необхідні для прожиття кошти, викладаючи малювання та креслення, які теж були необхідні для медичної освіти Джона. В березні 1836 року він закінчив Школу медицини в Пенсильванському університеті. Того ж року він почав викладацьку діяльність у коледжі Гемпден-Сіднея у Вірджинії.

## Нью-Йорк
У 1837 році Дрейпер обійняв посаду у Нью-йоркському університеті; наступного року йому присудили звання професора хімії та ботаніки. Він працював професором в університетській школі медицини з 1840 до 1850 року і був президентом (директором) цієї школи з 1850 до 1873 року, а також професором хімії до 1881 року. Крім того, Дрейпер був засновником Медичної школи Нью-йоркського університету.

## Праця
Дрейпер виконав важливе дослідження у галузі фотохімії, зробив портретну фотографію можливою завдяки власним вдосконаленням (1839) за допомогою процесу Луї Даґера, а також опублікував посібник по хімії (1846), посібник по натурфілософії (1847), посібник по фізіології (1866) та наукові мемуари (1878) на тематику енергії випромінювання.
У 1839—1840 роках Дрейпер виготовив чисті фотознімки, до яких на той час відносились як до перших прижиттєвих фотознімків людського обличчя, а саме — асистентки Дрейпера. Дрейпер зробив цілу серію фотознімків із 65-секундною витримкою при сонячному світлі, а перші з них — були фотографіями його асистентки. Її обличчя було покрите тонким шаром пудри для підвищення контрасту, проте ці фото не були збережені. Дрейпер також фотографував свою сестру — Дороті Кетрін Дрейпер — і одна з цих фотографій (див. зображення справа) стала відомою широкій публічності завдяки листу, який був відісланий Дрейпером Джонові Гершелю у 1840 році. Декілька копій цього знімка було зроблено у ХІХ столітті, а знімок, відісланий разом із листом — швидше за все також був копією, виготовленою самим Дрейпером..
У 1840 році Дрейпер став першою особою, якій вдалося виконати знімки астрономічного об'єкта — місяця, які вважаються першими астрофотографіями. У 1843 році він виготовив дагеротипи, на яких було чітко видно небачені досі деталі місячної поверхні у видимому спектрі. У 1850 році він вже створював фотомікрографії, а також залучав свого тоді ще неповнолітнього сина до їх виготовлення.
У 1842 році Дрейпер висунув на загальний розгляд судження про те, що лише промені світла, які вбираються фотоматеріалами — можуть стати причиною хімічних змін. Це твердження пізніше стало відомим як закон Ґротгуса-Дрейпера — його прізвище було об'єднане таким чином із прізвищем попередника, Теодора Ґротгуса, який висловив цю ж ідею у 1817 році, але, очевидно, на той час залишився невідомим.
У 1847 році Джон Вільям Дрейпер опублікував спостереження, що всі речовини у твердому стані світяться червоним при однаковій температурі — 525 °C (977 °F, 798 К), що стало відомим під назвою «точка Дрейпера».
У неділю 30 травня під час оксфордських дебатів 1860 року щодо теорії еволюції була використана лекція Дрейпера з його документу під назвою «Про інтелектуальний розвиток Європи, зважаючи на те, що прогрес організмів визначається законами, якщо брати за основу твердження містера Дарвіна та інших». Презентація Дрейпера була одним з перших прикладів застосування дарвіністських метафоричних понять адаптації та середовища — до соціальних та політичних наук, але вважалася надто довгою та нудною. Зал був переповнений людьми, які прийшли почути промову єпископа Семюела Вілберфорса стосовно нещодавньої публікації твору Чарлза Дарвіна під назвою «Про походження видів», а сама подія стала історично вагомою частиною реакції на теорію Чарлза Дарвіна, відповідно до згадок про відповідь Вілберфорсові від Томаса Генрі Гакслі. У 1875 році Дрейпер отримав премію Румфорда за роботи по вивченню енергії випромінювання.
Внесок у розвиток історичної дисципліни: Дрейпер широко відомий як автор «Історії інтелектуального розвитку Європи» (1862); також відомий застосуванням до історії підходу фізичної науки — в «Історії американської громадянської війни» (3 томи, 1867—1870) і «Історії конфлікту між релігією та наукою» (1874). Остання книжка є однією з найвпливовіших праць на тематику тезису конфлікту, який отримав своє ім'я якраз із заголовка твору Дрейпера.
Джон Вільям Дрейпер став першим президентом Американського хімічного товариства у 1876 році.

## Діти
- Джон Крістофер Дрейпер (1835—1885)
- Генрі Дрейпер (1837—1882)
- Вірджинія Дрейпер Морі (1839—1885)
- Деніел Дрейпер (1841—1931)
- Вільям Дрейпер (1845—1853)
- Антонія Дрейпер Діксон (1849—1923)

## Смерть

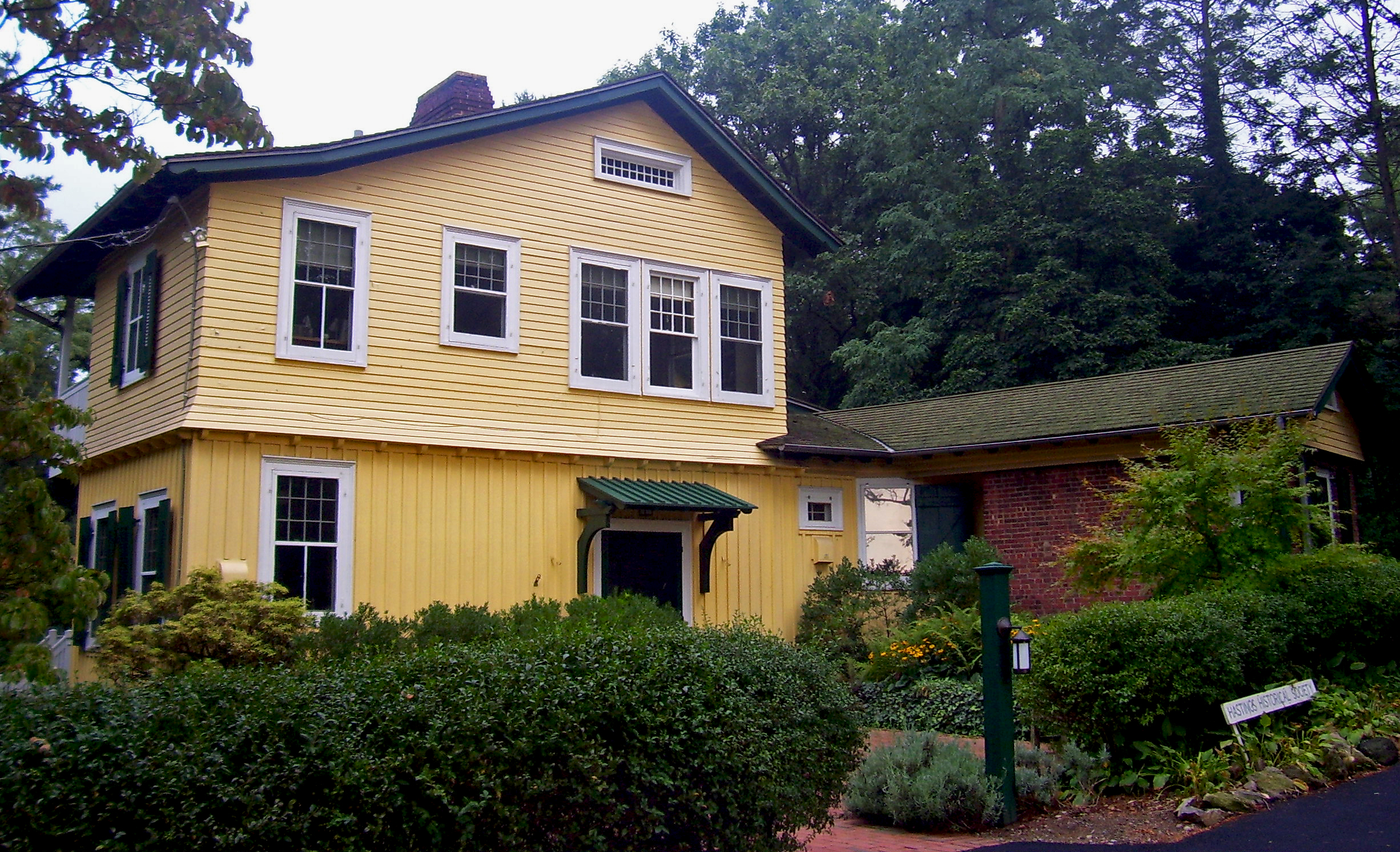
Будинок Дрейперів

Джон В. Дрейпер помер 4 січня 1882 року в своєму домі в селищі Гастінгс-он-Гадсон, штат Нью-Йорк, у віці 70 років. Похорон відбувся в церкві святого Марка (St. Mark's Church in-the-Bowery) у місті Нью-Йорк; його поховано на кладовищі Ґрін-Вуд, Бруклін, Нью-Йорк.

## Спадок
У 1975 році будинкові Дрейпера було присуджено статус Національної історичної пам'ятки.
У 1976 році, в Нью-Йоркському університеті було засновано міждисциплінарну магістерську програму з гуманітарних наук та суспільної думки імені Джона В. Дрейпера (або просто — Програму Дрейпера) — на честь його самовідданої праці над міждисциплінарними навчальними програмами.
У 2001 році Дрейпер та заснування Американського хімічного товариства отримали статус Національних пам'яток історії хімії у Нью-Йоркському університеті.

### Публікації Дрейпера
- Elements of Chemistry, Including the Most Recent Discoveries and Applications of the Science to Medicine and Pharmacy, and to the Arts. [Архівовано 14 жовтня 2013 у Wayback Machine.] by Robert Kane and John William Draper. New York: Harper and Brothers, 1842.(англ.)
- History of the American Civil War. [Архівовано 13 жовтня 2013 у Wayback Machine.] New York: Harper & Brothers, 1867-70.(англ.)
- History of the Conflict Between Religion and Science. [Архівовано 24 вересня 2009 у Wayback Machine.] New York: D. Appleton, 1874.(англ.)
- History of the Intellectual Development of Europe. [Архівовано 12 жовтня 2013 у Wayback Machine.] New York: Harper & Brothers, 1863., 1900 edition, v.1 [Архівовано 13 жовтня 2013 у Wayback Machine.], v.2 [Архівовано 14 жовтня 2013 у Wayback Machine.](англ.)
- Human Physiology, Statistical and Dynamical; or, the Conditions and Course of the Life of Man. New York: Harper & Brothers, 1856.(англ.)
- Life of Franklin, Edited by Ronald S. Wilkinson. Washington, D.C.: Library of Congress: U.S. Government Printing Office, 1977.(англ.)
- Science in America: Inaugural address of Dr. John W. Draper, as president of the American Chemical Society [Архівовано 14 жовтня 2013 у Wayback Machine.] New York: J.F. Trow & Son, Printers, 1876.(англ.)
- Scientific Memoirs; Being Experimental Contributions to a Knowledge of Radiant Energy. [Архівовано 13 жовтня 2013 у Wayback Machine.] New York: Harper & Brothers, 1878.(англ.)
- Text-Book on Chemistry. For the Use of Schools and Colleges. New York: Harper & Brothers, 1851., 1861 edition [Архівовано 14 жовтня 2013 у Wayback Machine.](англ.)
- Text-Book on Natural Philosophy. [Архівовано 14 жовтня 2013 у Wayback Machine.] New York: Harper & Brothers, 1847.(англ.)
- Thoughts on the Future Civil Policy of America. [Архівовано 14 жовтня 2013 у Wayback Machine.] 3rd ed. New York: Harper & Brothers, 1867.(англ.)
- Treatise on the Forces Which Produce the Organization of Plants. With an Appendix Containing Several Memoirs on Capillary Attraction, Electricity, and the Chemical Action of Light. New York: Harper & Brothers, 1844.(англ.)